# Liste des monuments historiques d'Angers
Ce tableau présente la liste de tous les monuments historiques classés ou inscrits dans la ville d’Angers (Maine-et-Loire) en France.

## Liste
| Monument | Adresse                                                                          | Coordonnées                        | Notice         | Protection                    | Date                     | Illustration |
| --- | -------------------------------------------------------------------------------- | ---------------------------------- | -------------- | ----------------------------- | ------------------------ | --- |
| Abbaye Saint-Nicolas actuellement Communauté du Bon-Pasteur et maison de formation de la langue française pour émissaires étrangers | 2 rue Ambroise-Paré                                                              | 47° 28′ 30″ nord, 0° 34′ 34″ ouest | « PA00108862 » | Classé Inscrit                | 1955 1961 1995           | Abbaye Saint-Nicolasactuellement Communauté du Bon-Pasteuret maison de formation de la langue française pour émissaires étrangers |
| Abbaye Saint-Serge Lycée Joachim-du-Bellay | 1 avenue Marie-Talet                                                             | 47° 28′ 34″ nord, 0° 32′ 46″ ouest | « PA00108863 » | Classé                        | 1840 1907 1908 1967      | Abbaye Saint-SergeLycée Joachim-du-Bellay                                                                                         |
| Abbaye Toussaint Galerie David d'Angers | 31 bis rue Toussaint                                                             | 47° 28′ 09″ nord, 0° 33′ 23″ ouest | « PA00108864 » | Classé                        | 1902                     | Abbaye ToussaintGalerie David d'Angers                                                                                            |
| Grand séminaire Saint-Serge d'Angers (ancien) aujourd'hui lycée Joachim-du-Bellay | 1 avenue Marie-Talet                                                             | 47° 28′ 34″ nord, 0° 32′ 49″ ouest | « PA49000025 » | Inscrit                       | 2000                     | Grand séminaire Saint-Serge d'Angers (ancien)aujourd'hui lycée Joachim-du-Bellay                                                  |
| Palais du Tau ancien évêché actuellement maison diocésaine des Œuvres | 2 rue du Chanoine Urseau 2 rue de l'Oisellerie                                   | 47° 28′ 15″ nord, 0° 33′ 15″ ouest | « PA00108880 » | Classé                        | 1907                     | Palais du Tauancien évêchéactuellement maison diocésaine des Œuvres                                                               |
| Abbaye du Ronceray | boulevard du Ronceray rue de la Censerie                                         | 47° 28′ 32″ nord, 0° 33′ 41″ ouest | « PA00108860 » | Classé Inscrit Classé Inscrit | 1840 1931 1990           | Abbaye du Ronceray |
| Abbaye Saint-Aubin d'Angers, actuelle préfecture | mail de la Préfecture                                                            | 47° 28′ 05″ nord, 0° 33′ 12″ ouest | « PA00108861 » | Classé Inscrit                | 1862 1901 1904 1968 2007 | Abbaye Saint-Aubin d'Angers, actuelle préfecture                                                                                  |
| Bâtiment de la Compagnie française d'aviation École supérieure d'aviation | avenue René Gasnier                                                              | 47° 29′ 33″ nord, 0° 34′ 36″ ouest | « PA49000042 » | Inscrit                       | 2004                     | Bâtiment de la Compagnie française d'aviationÉcole supérieure d'aviation                                                          |
| Cathédrale Saint-Maurice | place Freppel                                                                    | 47° 28′ 14″ nord, 0° 33′ 17″ ouest | « PA00108866 » | Classé                        | 1862                     | Cathédrale Saint-Maurice |
| Chapelle funéraire de la famille Thouin | rue de la Bruyère Située dans la garenne du parc de la communauté du Bon Pasteur | 47° 28′ 37″ nord, 0° 34′ 35″ ouest | « PA00109446 » | Inscrit                       | 1992                     | Chapelle funéraire de la famille Thouin                                                                                           |
| Château d'Angers | promenade du Bout du Monde                                                       | 47° 28′ nord, 0° 34′ ouest         | « PA00108871 » | Classé                        | 1875 1913                | Château d'Angers |
| Collégiale Saint-Martin puis couvent des pères du Saint-Sacrement puis externat Saint-Maurille actuellement lycée Saint-Martin | 23 rue Saint-Martin 5 rue des Cloîtres Saint-Martin                              | 47° 28′ 08″ nord, 0° 33′ 07″ ouest | « PA00108873 » | Classé                        | 1928                     | Collégiale Saint-Martinpuis couvent des pères du Saint-Sacrementpuis externat Saint-Maurilleactuellement lycée Saint-Martin       |
| Couvent des Ursulines actuellement mairie, hôtel de voyageurs et demeures | rue des Ursules                                                                  | 47° 28′ 16″ nord, 0° 32′ 54″ ouest | « PA00108869 » | Inscrit                       | 1935                     | Couvent des Ursulinesactuellement mairie, hôtel de voyageurs et demeures                                                          |
| Couvent de calvairiennes, dit Couvent des bénédictines du Calvaire | 8 rue Vauvert                                                                    | 47° 28′ 43″ nord, 0° 33′ 47″ ouest | « PA00108938 » | Inscrit                       | 1964                     | Couvent de calvairiennes, dit Couvent des bénédictines du Calvaire                                                                |
| Couvent de frères mineurs, dit des frères sacs puis Couvent des Augustins puis usine de chaussures Savaton-Hamard | 8, 10 rue de la Harpe                                                            | 47° 28′ 36″ nord, 0° 33′ 45″ ouest | « PA00108874 » | Inscrit                       | 1978                     | Couvent de frères mineurs, dit des frères sacspuis Couvent des Augustinspuis usine de chaussures Savaton-Hamard                   |
| Couvent des Cordeliers dit Prieuré de la Baumette | 3 place Albert-Cheux                                                             | 47° 27′ 03″ nord, 0° 35′ 15″ ouest | « PA00108940 » | Classé                        | 1946                     | Couvent des Cordeliersdit Prieuré de la Baumette                                                                                  |
| Couvent du Carmel | 39, 41 rue Lionnaise                                                             | 47° 28′ 37″ nord, 0° 33′ 51″ ouest | « PA00108875 » | Classé                        | 1963                     | Couvent du Carmel |
| Église Saint-Laurent actuellement synagogue. | 1 place du Tertre-Saint-Laurent                                                  | 47° 28′ 39″ nord, 0° 33′ 31″ ouest | « PA00108877 » | Classé                        | 1965                     | Église Saint-Laurentactuellement synagogue.                                                                                       |
| Église Notre-Dame des Victoires | place Louis-Imbach                                                               | 47° 28′ 22″ nord, 0° 32′ 54″ ouest | « PA49000059 » | Inscrit                       | 2006                     | Église Notre-Dame des Victoires                                                                                                   |
| Église de la Trinité | place de la Laiterie                                                             | 47° 28′ 30″ nord, 0° 33′ 40″ ouest | « PA00108879 » | Classé                        | 1840                     | Église de la Trinité |
| Église Saint-Samson actuellement réserve du jardin des Plantes | 41 rue Boreau                                                                    | 47° 28′ 32″ nord, 0° 32′ 42″ ouest | « PA00108878 » | Inscrit                       | 1972                     | Église Saint-Samsonactuellement réserve du jardin des Plantes                                                                     |
| Église Sainte-Thérèse | place Sainte-Thérèse                                                             | 47° 28′ 49″ nord, 0° 33′ 51″ ouest | « PA49000064 » | Inscrit                       | 2006                     | Église Sainte-Thérèse |
| Ensemble d'édifices à cour commune dit Cour des Tourelles Manoir des Tourelles, puis hôtel dit maison des Tourelles, puis hôtel Crespin, puis hôtel Fleuriot, puis hôtel du Mont-de-Piété Maison de commerçant Maison du Dormeur Hôtel Goyer, puis Lemarchand des Costeaux | 16 rue Beaurepaire                                                               | 47° 28′ 27″ nord, 0° 33′ 34″ ouest | « PA00109432 » | Inscrit                       | 1991                     | Image manquante Téléverser |
| Fontaine du Pied-Boulet | rue de la Baudrière montée Saint-Maurice                                         | 47° 28′ 19″ nord, 0° 33′ 24″ ouest | « PA00108881 » | Inscrit                       | 1965                     | Fontaine du Pied-Boulet |
| Fortification d'agglomération dite enceinte de Saint Louis | L'enceinte est classée avec la tour de la Haute-Chaîne                           | 47° 28′ 27″ nord, 0° 32′ 48″ ouest | « PA00108942 » | Inscrit                       | 1927                     | Fortification d'agglomération dite enceinte de Saint Louis                                                                        |
| Fortification d'agglomération dite enceinte du Bas-Empire | L'enceinte est classée avec l'ancien évêché                                      | 47° 28′ 10″ nord, 0° 33′ 24″ ouest | « PA00108880 » | Classé                        | 1907                     | Fortification d'agglomération dite enceinte du Bas-Empire                                                                         |
| Greniers Saint-Jean | place du Tertre Saint Laurent                                                    | 47° 28′ 40″ nord, 0° 33′ 33″ ouest | « PA00108882 » | Classé                        | 1914                     | Greniers Saint-Jean |
| Hospices d'Angers ou Hôpital Sainte-Marie actuellement Centre hospitalier universitaire | 3 rue Larrey                                                                     | 47° 28′ 56″ nord, 0° 33′ 33″ ouest | « PA00108896 » | Classé                        | 1930                     | Hospices d'Angers ou Hôpital Sainte-Marieactuellement Centre hospitalier universitaire                                            |
| Hôtel, Maison | 32 rue de l'Hommeau                                                              | 47° 28′ 37″ nord, 0° 33′ 43″ ouest | « PA00108921 » | Inscrit                       | 1963                     | Hôtel, Maison |
| Hôtel Avril de la Roche, Maison | 11 rue des Deux-Haies                                                            | 47° 28′ 18″ nord, 0° 33′ 10″ ouest | « PA00108920 » | Inscrit                       | 1925                     | Hôtel Avril de la Roche, Maison                                                                                                   |
| Hôtel Bessonneau actuellement Annexe de l'Hôtel du département | 15ter boulevard du Maréchal-Foch                                                 | 47° 28′ 07″ nord, 0° 33′ 00″ ouest | « PA00132705 » | Inscrit                       | 1994                     | Hôtel Bessonneauactuellement Annexe de l'Hôtel du département                                                                     |
| Hôtel Bitault de la Raimberdière puis hôtel de Lancreau de Bellefonds | 14 rue Pocquet-de-Livonnières                                                    | 47° 28′ 23″ nord, 0° 32′ 56″ ouest | « PA49000015 » | Inscrit                       | 1998                     | Hôtel Bitault de la Raimberdièrepuis hôtel de Lancreau de Bellefonds                                                              |
| Hôtel de Charnières puis hôtel Louet | 31, 33, 35 place Louis Imbach                                                    | 47° 28′ 27″ nord, 0° 32′ 52″ ouest | « PA49000033 » | Inscrit                       | 2001                     | Hôtel de Charnièrespuis hôtel Louet                                                                                               |
| Hôtel de Crespy | 21, 23 rue du Canal                                                              | 47° 28′ 25″ nord, 0° 33′ 01″ ouest | « PA00108886 » | Inscrit                       | 1983                     | Hôtel de Crespy |
| Hôtel de Flore Immeuble à 5 unités d'habitation | 14 rue Chevreul 80, 80bis rue du Mail                                            | 47° 28′ 20″ nord, 0° 32′ 57″ ouest | « PA00108898 » | Inscrit                       | 1977                     | Hôtel de FloreImmeuble à 5 unités d'habitation                                                                                    |
| Hôtel de Flore, Immeuble | 16 rue Chevreul                                                                  | 47° 28′ 20″ nord, 0° 32′ 57″ ouest | « PA00108899 » | Inscrit                       | 1977                     | Hôtel de Flore, Immeuble |
| Hôtel de Flore, Immeuble | 18 rue Chevreul                                                                  | 47° 28′ 20″ nord, 0° 32′ 57″ ouest | « PA00108900 » | Inscrit                       | 1977                     | Hôtel de Flore, Immeuble |
| Hôtel de Flore, Immeuble | 20 rue Chevreul                                                                  | 47° 28′ 20″ nord, 0° 32′ 57″ ouest | « PA00108901 » | Inscrit                       | 1977                     | Hôtel de Flore, Immeuble |
| Hôtel de Flore, Immeuble | 22 rue Chevreul 15 rue des Cordeliers                                            | 47° 28′ 20″ nord, 0° 32′ 57″ ouest | « PA00108902 » | Inscrit                       | 1977                     | Hôtel de Flore, Immeuble |
| Hôtel de Maquillé | 18 rue du Cornet 10, 10bis rue du Canal                                          | 47° 28′ 26″ nord, 0° 33′ 04″ ouest | « PA00108889 » | Inscrit                       | 1984                     | Hôtel de Maquillé |
| Hôtel de Pincé actuellement musée Pincé | 32bis rue Lenepveu                                                               | 47° 28′ 19″ nord, 0° 33′ 07″ ouest | « PA00108892 » | Classé                        | 1875                     | Hôtel de Pincéactuellement musée Pincé                                                                                            |
| Hôtel de Thévalle puis hôtel Richard de Boistravers | 19, 21 place Sainte-Croix 1 à 5 rue Toussaint                                    | 47° 28′ 11″ nord, 0° 33′ 16″ ouest | « PA00108894 » | Inscrit                       | 1926 2006                | Hôtel de Thévallepuis hôtel Richard de Boistravers                                                                                |
| Hôtel de Tinténiac puis hôtel Grandet de la Plesse | 9, 11 rue Malsou                                                                 | 47° 28′ 36″ nord, 0° 33′ 40″ ouest | « PA00108905 » | Classé                        | 1984                     | Hôtel de Tinténiacpuis hôtel Grandet de la Plesse                                                                                 |
| Hôtel Demarie puis hôtel Giraud, puis Valentin actuellement muséum d'histoire naturelle | 39 à 49 rue Jules Guitton                                                        | 47° 28′ 25″ nord, 0° 32′ 47″ ouest | « PA00135543 » | Inscrit                       | 1995                     | Hôtel Demariepuis hôtel Giraud, puis Valentinactuellement muséum d'histoire naturelle                                             |
| Hôpital Saint-Jean l'Evangéliste Hôtel-Dieu actuellement musée Jean Lurçat et de la Tapisserie contemporaine | 2, 4 boulevard Arago                                                             | 47° 28′ 41″ nord, 0° 33′ 28″ ouest | « PA00108887 » | Classé                        | 1860                     | Hôpital Saint-Jean l'EvangélisteHôtel-Dieuactuellement musée Jean Lurçat et de la Tapisserie contemporaine                        |
| Hôtel du Roi-de-Pologne actuellement siège d'Angers Accueil | 9 quai du Roi de Pologne                                                         | 47° 28′ 10″ nord, 0° 33′ 48″ ouest | « PA00108893 » | Classé                        | 1922                     | Hôtel du Roi-de-Pologneactuellement siège d'Angers Accueil                                                                        |
| Hôtel dit Logis Barrault puis Grand séminaire actuellement musée des Beaux-Arts | 14 rue du Musée                                                                  | 47° 28′ 08″ nord, 0° 33′ 18″ ouest | « PA00108909 » | Classé                        | 1902                     | Hôtel dit Logis Barraultpuis Grand séminaireactuellement musée des Beaux-Arts                                                     |
| Hôtel dit logis de la Cornelevrière | 1 place Saint-Éloi                                                               | 47° 28′ 09″ nord, 0° 33′ 16″ ouest | « PA00108907 » | Inscrit                       | 1947                     | Hôtel dit logis de la Cornelevrière                                                                                               |
| Hôtel | 3 place Saint-Éloi                                                               | 47° 28′ 09″ nord, 0° 33′ 15″ ouest | « PA00108908 » | Inscrit                       | 1947                     | Hôtel |
| Hôtel dit maison canoniale Sainte-Croix Ancienne maison romane | 5 rue Saint-Aignan                                                               | 47° 28′ 16″ nord, 0° 33′ 27″ ouest | « PA00132703 » | Inscrit                       | 1994                     | Hôtel dit maison canoniale Sainte-CroixAncienne maison romane                                                                     |
| Hôtel dit maison de Cunault puis maison canoniale Saint-Maurille | 18 rue de Donadieu-de-Puycharic                                                  | 47° 28′ 17″ nord, 0° 33′ 28″ ouest | « PA00108911 » | Inscrit Classé                | 1968                     | Hôtel dit maison de Cunaultpuis maison canoniale Saint-Maurille                                                                   |
| Hôtel dit maison de la Voûte puis couvent de Pénitentes | 21, 23 boulevard Descazeaux                                                      | 47° 28′ 32″ nord, 0° 33′ 53″ ouest | « PA00108891 » | Classé                        | 1902                     | Hôtel dit maison de la Voûtepuis couvent de Pénitentes                                                                            |
| Hôtel dit maison du Bois-Rondeau, puis hôtel d'Andigné | 5 rue de la Harpe grande impasse Lanchenault                                     | 47° 28′ 35″ nord, 0° 33′ 42″ ouest | « PA00108884 » | Inscrit                       | 1980                     | Hôtel dit maison du Bois-Rondeau, puis hôtel d'Andigné                                                                            |
| Hôtel Drouet (ancienne aumône publique ?) | 7 place de la Paix                                                               | 47° 28′ 43″ nord, 0° 33′ 37″ ouest | « PA00108931 » | Classé                        | 1965                     | Hôtel Drouet(ancienne aumône publique ?)                                                                                          |
| Hôtel Goyer puis hôtel Lemarchand des Costeaux | voir Cour des Tourelles d'Angers 16 rue Beaurepaire                              | 47° 28′ 27″ nord, 0° 33′ 33″ ouest | « PA00109432 » | Inscrit                       | 1991                     | Image manquante Téléverser |
| Hôtel Joubert-Bonnaire, Maison actuellement annexe de l'hôtel de ville | 12 rue Chevreul                                                                  | 47° 28′ 21″ nord, 0° 32′ 55″ ouest | « PA00108919 » | Inscrit                       | 1978                     | Hôtel Joubert-Bonnaire, Maisonactuellement annexe de l'hôtel de ville                                                             |
| Hôtel Marcouault puis hôtel Du Guesclin | 1 rue de l'Hommeau                                                               | 47° 28′ 41″ nord, 0° 33′ 40″ ouest | « PA00108888 » | Inscrit                       | 1965                     | Hôtel Marcouaultpuis hôtel Du Guesclin                                                                                            |
| Hôtel Mauvif de Montergon | 15, 17 rue Malsou                                                                | 47° 28′ 36″ nord, 0° 33′ 42″ ouest | « PA00108926 » | Inscrit                       | 1965                     | Hôtel Mauvif de Montergon |
| Hôtel Montrieux puis hôtel Bordeaux-Montrieux | 3 boulevard du Maréchal-Foch                                                     | 47° 28′ 10″ nord, 0° 32′ 54″ ouest | « PA00108890 » | Classé                        | 1990                     | Hôtel Montrieuxpuis hôtel Bordeaux-Montrieux                                                                                      |
| Hôtel Nepveu d'Urbé puis hôtel Duvau (hôtel Condé ?) | 2 place Falloux                                                                  | 47° 28′ 19″ nord, 0° 33′ 03″ ouest | « PA00108885 » | Inscrit                       | 1983                     | Hôtel Nepveu d'Urbépuis hôtel Duvau (hôtel Condé ?)                                                                               |
| Hôtel Tessier de La Motte actuellement annexe de l'hôtel de ville | 85 rue du Mail                                                                   | 47° 28′ 18″ nord, 0° 32′ 51″ ouest | « PA00108895 » | Inscrit                       | 1975                     | Hôtel Tessier de La Motteactuellement annexe de l'hôtel de ville                                                                  |
| Hôtel Tremblier de la Varenne | 19 rue du Canal                                                                  | 47° 28′ 25″ nord, 0° 33′ 01″ ouest | « PA00108883 » | Classé Inscrit                | 1965                     | Hôtel Tremblier de la Varenne |
| Maison bleue | 25 rue d'Alsace 10 boulevard Maréchal-Foch                                       | 47° 28′ 11″ nord, 0° 32′ 58″ ouest | « PA49000016 » | Inscrit Classé                | 1998 2019                | Maison bleue |
| Institution Mongazon | rue Colombier rue Saint-Léonard                                                  | 47° 27′ 37″ nord, 0° 31′ 40″ ouest | « PA49000076 » | Inscrit                       | 2008                     | Institution Mongazon |
| Lotissement concerté (3 hôtels) dit Hôtel Mame Voir aussi hôtel Tessier de la Motte | 10 à 14 boulevard Bessonneau                                                     | 47° 28′ 19″ nord, 0° 32′ 50″ ouest | « IA49006392 » | Inscrit                       | 1975                     | Lotissement concerté (3 hôtels)dit Hôtel MameVoir aussi hôtel Tessier de la Motte                                                 |
| Léproserie Saint-Lazare d'Angers ancienne chapelle Saint-Lazare | 64, 66 rue Saint-Lazare                                                          | 47° 28′ 53″ nord, 0° 34′ 01″ ouest | « PA00109445 » | Inscrit                       | 1992                     | Léproserie Saint-Lazare d'Angersancienne chapelle Saint-Lazare                                                                    |
| Maison | 38 rue Baudrière                                                                 | à géolocaliser                     | « PA00108912 » | Inscrit                       | 1926                     | Image manquante Téléverser |
| Maison | 49 rue Beaurepaire 4 rue Grille                                                  | 47° 28′ 29″ nord, 0° 33′ 40″ ouest | « PA00108913 » | Inscrit                       | 1968                     | Maison |
| Maison | 57 rue Beaurepaire 3 rue Pinte                                                   | 47° 28′ 29″ nord, 0° 33′ 40″ ouest | « PA00108897 » | Classé                        | 1921                     | Maison |
| Maison | 59 rue Beaurepaire                                                               | 47° 28′ 30″ nord, 0° 33′ 40″ ouest | « PA00108914 » | Classé                        | 1921                     | Maison |
| Maison jumelée | 61 rue Beaurepaire                                                               | 47° 28′ 30″ nord, 0° 33′ 41″ ouest | « PA00108915 » | Inscrit                       | 1925                     | Maison jumelée |
| Maison jumelée | 63 rue Beaurepaire                                                               | 47° 28′ 30″ nord, 0° 33′ 41″ ouest | « PA00108916 » | Inscrit                       | 1925                     | Maison jumelée |
| Maison | 65 rue Beaurepaire                                                               | 47° 28′ 30″ nord, 0° 33′ 41″ ouest | « PA00108917 » | Classé                        | 1963                     | Maison |
| Hôtel Sabart maisons 11 à 17 place de la Laiterie | 11 place de la Laiterie                                                          | 47° 28′ 30″ nord, 0° 33′ 44″ ouest | « PA00108922 » | Classé                        | 1963                     | Hôtel Sabartmaisons 11 à 17 place de la Laiterie                                                                                  |
| Hôtel Sabart maisons 11 à 17 place de la Laiterie | 13 place de la Laiterie                                                          | 47° 28′ 30″ nord, 0° 33′ 44″ ouest | « PA00108923 » | Classé                        | 1963                     | Hôtel Sabartmaisons 11 à 17 place de la Laiterie                                                                                  |
| Maison jumelée | 17, 19 place de la Laiterie                                                      | 47° 28′ 30″ nord, 0° 33′ 44″ ouest | « PA00108924 » | Inscrit                       | 1964                     | Maison jumelée |
| Maison | 2 rue Lenepveu place du Pilori                                                   | 47° 28′ 23″ nord, 0° 33′ 00″ ouest | « PA00108925 » | Inscrit                       | 1964                     | Maison |
| Maison, Immeuble | 14 rue Lionnaise                                                                 | 47° 28′ 33″ nord, 0° 33′ 46″ ouest | « PA00108904 » | Inscrit                       | 1986                     | Maison, Immeuble |
| Maison (classée avec la maison d'Adam) | 17 rue Montault                                                                  | 47° 28′ 14″ nord, 0° 33′ 15″ ouest | « PA00108927 » | Classé                        | 1922                     | Maison (classée avec la maison d'Adam)                                                                                            |
| Maison | 5 rue de l'Oisellerie                                                            | 47° 28′ 16″ nord, 0° 33′ 14″ ouest | « PA00108928 » | Classé                        | 1962                     | Maison |
| Maison | 7 rue de l'Oisellerie                                                            | 47° 28′ 16″ nord, 0° 33′ 14″ ouest | « PA00108929 » | Classé                        | 1962                     | Maison |
| Maison | 9 rue de l'Oisellerie                                                            | 47° 28′ 16″ nord, 0° 33′ 14″ ouest | « PA00108930 » | Inscrit                       | 1963                     | Maison |
| Maison | 25 rue Toussaint                                                                 | 47° 28′ 10″ nord, 0° 33′ 21″ ouest | « PA00108935 » | Inscrit                       | 1965                     | Maison |
| Maison d'Adam et Ève ou maison d'Adam ou maison de l'Arbre-de-Vie | rue Montault place Sainte-Croix                                                  | 47° 28′ 13″ nord, 0° 33′ 15″ ouest | « PA00108927 » | Classé                        | 1922                     | Maison d'Adam et Èveou maison d'Adamou maison de l'Arbre-de-Vie                                                                   |
| Maison de commerçant | Voir Cour des Tourelles d'Angers 16 rue Beaurepaire                              | 47° 28′ 27″ nord, 0° 33′ 34″ ouest | « PA00109432 » | Inscrit                       | 1991                     | Image manquante Téléverser |
| Maison de l'apothicaire Simon Poisson | 67 rue Beaurepaire                                                               | 47° 28′ 30″ nord, 0° 33′ 41″ ouest | « PA00108918 » | Classé                        | 1963                     | Maison de l'apothicaire Simon Poisson                                                                                             |
| Chapelle de la Barre Collège Saint-Jean de la Barre | 159 rue de la Barre                                                              | 47° 28′ 19″ nord, 0° 35′ 48″ ouest | « PA00108867 » | Classé                        | 1930                     | Chapelle de la BarreCollège Saint-Jean de la Barre                                                                                |
| Maison de maître dit Château d'Orgemont | 280 rue du château-d'Orgemont                                                    | 47° 26′ 34″ nord, 0° 32′ 22″ ouest | « PA00108872 » | Classé                        | 1965                     | Maison de maîtredit Château d'Orgemont                                                                                            |
| Maison Desprez dite maison d'Adam et Ève | 21 rue Saint-Laud                                                                | 47° 28′ 21″ nord, 0° 33′ 09″ ouest | « PA00108933 » | Classé                        | 1921                     | Maison Desprezdite maison d'Adam et Ève                                                                                           |
| Maison dite de la Tour ou maison du Croissant | 7 rue des Filles-Dieu                                                            | 47° 28′ 15″ nord, 0° 33′ 28″ ouest | « PA00108903 » | Classé                        | 1961                     | Maison dite de la Tourou maison du Croissant                                                                                      |
| Auberge de la Tête noire maison du commerçant Pierre Richard, ou La Perle | 4 rue Saint-Aubin                                                                | 47° 28′ 11″ nord, 0° 33′ 15″ ouest | « PA00108865 » | Inscrit                       | 1931                     | Auberge de la Tête noiremaison du commerçant Pierre Richard, ou La Perle                                                          |
| Maison du Dormeur | Voir Cour des Tourelles d'Angers 16 rue Beaurepaire                              | 47° 28′ 27″ nord, 0° 33′ 34″ ouest | « PA00109432 » | Inscrit                       | 1991                     | Image manquante Téléverser |
| Maison jumelée | 17, 17bis rue Saint-Nicolas                                                      | 47° 28′ 29″ nord, 0° 33′ 48″ ouest | « PA00108934 » | Inscrit                       | 1963                     | Maison jumelée |
| Maison jumelée dite Maison de la Cloche | 9, 9 bis rue des Poëliers                                                        | 47° 28′ 23″ nord, 0° 33′ 02″ ouest | « PA00108932 » | Inscrit                       | 1929                     | Maison jumeléedite Maison de la Cloche                                                                                            |
| Maison Tafoureau-Michel Maison à pans de bois | 6 rue Pocquet-de-Livonnières                                                     | 47° 28′ 24″ nord, 0° 32′ 58″ ouest | « PA00125640 » | Inscrit                       | 1993                     | Maison Tafoureau-MichelMaison à pans de bois                                                                                      |
| Maison Clairière (à l'arrière de deux hôtels jumelés à portes extrêmes ,dont l'hôtel de Villoutreys au 21) | 19 boulevard du Roi-René                                                         | 47° 28′ 06″ nord, 0° 33′ 26″ ouest | « PA49000043 » | Inscrit                       | 2004                     | Image manquante Téléverser |
| Manoir de Haute-Folie ou logis de Haute-Folie | 1, 3, (5 ?) rue du Docteur-Guichard                                              | 47° 27′ 34″ nord, 0° 32′ 48″ ouest | « PA00108910 » | Inscrit                       | 1968                     | Manoir de Haute-Folieou logis de Haute-Folie                                                                                      |
| Manoir de Villechien | 12 chemin de Villechien                                                          | 47° 27′ 49″ nord, 0° 31′ 07″ ouest | « PA00108937 » | Inscrit                       | 1987                     | Image manquante Téléverser |
| Manoir des Tourelles puis hôtel dit maison des Tourelles puis hôtel Crespin puis hôtel Fleuriot puis hôtel du Mont-de-Piété | Voir Cour des Tourelles d'Angers 16 rue Beaurepaire                              | 47° 28′ 27″ nord, 0° 33′ 34″ ouest | « PA00109432 » | Inscrit                       | 1991                     | Manoir des Tourellespuis hôtel dit maison des Tourellespuis hôtel Crespinpuis hôtel Fleuriotpuis hôtel du Mont-de-Piété           |
| Manoir du Grand-Nozay | 14 chemin de Nozay                                                               | 47° 29′ 11″ nord, 0° 31′ 51″ ouest | « PA00108936 » | Inscrit                       | 1964                     | Manoir du Grand-Nozay |
| Oratoire dit chapelle Notre-Dame-de-Pitié puis reposoir du Tertre Saint-Laurent | place du Tertre-Saint-Laurent                                                    | 47° 28′ 39″ nord, 0° 33′ 34″ ouest | « PA00108941 » | Classé                        | 1992                     | Oratoire dit chapelle Notre-Dame-de-Pitiépuis reposoir du Tertre Saint-Laurent                                                    |
| Palais de justice d'Angers | rue Waldeck-Rousseau                                                             | 47° 28′ 15″ nord, 0° 32′ 37″ ouest | « PA00108939 » | Inscrit                       | 1975                     | Palais de justice d'Angers |
| Presbytère de Saint-Michel-la-Palud Immeuble | 16 rue du Musée                                                                  | 47° 28′ 08″ nord, 0° 33′ 15″ ouest | « PA00108906 » | Inscrit                       | 1947                     | Presbytère de Saint-Michel-la-PaludImmeuble                                                                                       |
| Prieuré de la Papillaie Chapelle de la Papillaie | 10 chemin de la Papillaie                                                        | 47° 27′ 36″ nord, 0° 35′ 58″ ouest | « PA00108868 » | Inscrit                       | 1970                     | Prieuré de la PapillaieChapelle de la Papillaie                                                                                   |
| Prieuré de Saint-Augustin-lès-Angers Église Saint-Augustin-lès-Angers | 16 chemin du Prieuré                                                             | 47° 26′ 51″ nord, 0° 31′ 35″ ouest | « PA00108876 » | Classé                        | 1960                     | Prieuré de Saint-Augustin-lès-AngersÉglise Saint-Augustin-lès-Angers                                                              |
| Temple protestant d'Angers ancien prieuré Saint-Éloi dit Prieuré Saint-Gilles-du-Verger | rue du Musée                                                                     | 47° 28′ 09″ nord, 0° 33′ 17″ ouest | « PA00108870 » | Inscrit                       | 1969                     | Temple protestant d'Angersancien prieuré Saint-Éloidit Prieuré Saint-Gilles-du-Verger                                             |
| Maison d'arrêt d'Angers | 1 place Olivier-Girau                                                            | 47° 28′ 29″ nord, 0° 32′ 28″ ouest | « PA49000008 » | Inscrit                       | 1997                     | Image manquante Téléverser |
| Puits voir Hôtel dit maison de Cunault puis maison canoniale Saint-Maurille | 16, 18 rue Donadieu-de-Puycharic                                                 | 47° 28′ 17″ nord, 0° 33′ 28″ ouest | « PA00108911 » | Classé                        | 1968                     | Image manquante Téléverser |
| Tour de la Haute-Chaîne dite Tour des Anglais | rue Larrey boulevard Daviers                                                     | 47° 28′ 44″ nord, 0° 33′ 20″ ouest | « PA00108942 » | Inscrit                       | 1927                     | Tour de la Haute-Chaînedite Tour des Anglais                                                                                      |

Remarques : 
- Les listes ont été faites à partir des fiches du type PA..... de la base Mérimée donnant la liste de tous les monuments classés Monuments historiques ou placés sur l'Inventaire Supplémentaire des Monuments Historiques (ISMH). Il peut être utile de compléter les informations que donnent ces fiches par celles se trouvant sur les fiches IA.... de la même base qui, lorsqu'elles existent, répertorient tous les bâtiments classés/inscrits, ou non.
- Les fiches PA..... répertorient 100 monuments ou ensembles de monuments pour Angers. Il existe 2892 fiches IA.....  pour la même ville avec, quelquefois des développements sur leurs histoires, soit un total de 2992 fiches. Pour accéder à ces fiches IA, cliquer sur une fiche PA, puis, quand la fiche est ouverte, cliquer sur Angers dans la ligne localisation.
- Les fiches PA..... peuvent regrouper plusieurs monuments décrits dans les fiches IA..... et inversement.